# Basketball Bundesliga de 1978–79
A Temporada 1978–79 da Basketball Bundesliga foi a 13.ª edição da principal competição de basquetebol masculino na Alemanha. A equipe do TuS 04 Leverkusen conquistou o seu sexto título nacional.

## Equipes participantes
| Clube             | Localização   |
| ----------------- | ------------- |
| TuS 04 Leverkusen | Leverkusen    |
| SSC Göttingen     | Gotinga       |
| MTV 1846 Giessen  | Giessen       |
| BSC Saturn Köln   | Colônia       |
| MTV Wolfenbüttel  | Volfembutel   |
| SSV Hagen         | Hagen         |
| USC Heidelberg    | Edelberga     |
| 1. FC 01 Bamberg  | Bamberga      |
| Post SV Bayreuth  | Bayreuth      |
| TuS Aschaffenburg | Aschaffenburg |

## Classificação Fase Regular

### Temporada Regular
| Pos. | Clube             | V  | D  | Pts      | Pts+ : Pts- | Classificação   |
| ---- | ----------------- | -- | -- | -------- | ----------- | --------------- |
| 1    | MTV 1846 Giessen  | 13 | 5  | 26:10:00 | 1626:1477   | Grupo do título |
| 2    | TuS 04 Leverkusen | 13 | 5  | 26:10:00 | 1711:1512   | Grupo do título |
| 3    | SSC Göttingen     | 12 | 6  | 24:12:00 | 1512:1436   | Grupo do título |
| 4    | SSV Hagen         | 10 | 8  | 20:16    | 1564:1450   | Grupo do título |
| 5    | USC Heidelberg    | 10 | 8  | 20:16    | 1341:1384   | Grupo do título |
| 6    | MTV Wolfenbüttel  | 10 | 8  | 20:16    | 1491:1494   | Grupo do título |
| 7    | BSC Saturn Köln   | 9  | 9  | 18:18    | 1487:1467   | Playouts        |
| 8    | Post SV Bayreuth  | 6  | 12 | 12:24    | 1479:1551   | Playouts        |
| 9    | 1. FC 01 Bamberg  | 5  | 13 | 10:26    | 1403:1526   | Playouts        |
| 10   | TuS Aschaffenburg | 2  | 16 | 04:32    | 1495:1812   | Playouts        |

## Segunda Fase

### Grupo do Título
| Pos. | Clube             | V  | D  | Pts      | Pts+ : Pts- | Classificação |
| ---- | ----------------- | -- | -- | -------- | ----------- | ------------- |
| 1    | TuS 04 Leverkusen | 22 | 6  | 44:12:00 | 2690:2306   | Campeão       |
| 2    | MTV 1846 Giessen  | 17 | 11 | 34:22:00 | 2403:2282   |               |
| 3    | MTV Wolfenbüttel  | 16 | 12 | 32:24:00 | 2293:2310   |               |
| 4    | SSC Göttingen     | 16 | 12 | 08:24    | 2307:2221   |               |
| 5    | SSV Hagen         | 15 | 13 | 06:26    | 2359:2306   |               |
| 6    | USC Heidelberg    | 12 | 16 | 24:32:00 | 2053:2182   |               |

### Grupo Playouts
| Pos. | Clube             | V  | D  | Pts      | Pts+ : Pts- | Classificação |
| ---- | ----------------- | -- | -- | -------- | ----------- | ------------- |
| 1    | BSC Saturn Köln   | 15 | 9  | 30:18:00 | 2054:1979   |               |
| 2    | Post SV Bayreuth  | 9  | 15 | 18:30    | 2021:2072   |               |
| 3    | 1. FC 01 Bamberg  | 8  | 16 | 16:32    | 1964:2081   | Rebaixados    |
| 4    | TuS Aschaffenburg | 2  | 22 | 04:44    | 2057:2455   | Rebaixados    |

## Campeões da Basketball Bundesliga (BBL) 1978–79
| Campeões da BBL 1978–79      |
| ---------------------------- |
| TuS 04 Leverkusen 6.º título |

## Clubes alemães em competições europeias
| Clube            | Competição         | Resultado                                               |
| ---------------- | ------------------ | ------------------------------------------------------- |
| -                | Copa dos Campeões  | -                                                       |
| MTV Wolfenbüttel | Copa Korać         | Eliminado na Segunda Fase por Slava Praga (82-86;60-80) |
| -                | FIBA Copa Europeia | -                                                       |